# Mediävalziffer

Oben: Wort in Versalien und Versalziffern,
unten: Wort in normaler Schreibweise und Mediävalziffern
(jeweils mit Grundlinie; Schrift: Linux Libertine)

Mediävalziffern in Hoefler Text:
die Ziffern 3, 4, 5, 7, 9 mit Unterlänge,
6 und 8 mit Oberlänge

Mediävalziffern oder Minuskelziffern  sind arabische Ziffern, die sich – wie Kleinbuchstaben – in der Höhe unterscheiden. Die Ziffern 0, 1 und 2 sind die kleinsten, sie haben die Höhe von Kleinbuchstaben wie a oder e. Die Ziffern 3, 4, 5, 7 und 9 haben üblicherweise Unterlänge, 6 und 8 haben in der Regel Oberlänge. Im Gegensatz dazu sind Versalziffern alle gleich hoch, sie haben dieselbe Höhe wie Großbuchstaben.
Im Englischen werden verschiedene Bezeichnungen verwendet, unter anderem: text figures, non-lining figures, lowercase figures, old style figures, medieval figures (oder text numerals etc.). Die Bezeichnung text figures beruht darauf, dass Mediävalziffern ein ähnliches Schriftbild ergeben wie Fließtext.

## Geschichte
Mediävalziffern wurden ab dem 12. Jahrhundert verwendet, als die arabischen Ziffern die römischen Ziffern abzulösen begannen. Versalziffern wurden zunächst nur in Tabellen eingesetzt, weil sie damals als Tabellenziffern wegen ihrer einheitlichen Breite besser geeignet waren, Zahlenwerte rechtsbündig untereinander zu setzen. Beim Tabellensatz kommt es aber vor allem darauf an, dass dicktengleiche Zahlen verwendet werden, dazu stehen heute sowohl Mediävalziffern als auch Versalziffern zur Verfügung. 
Seit dem 19. Jahrhundert sind Versalziffern auch im Mengentext üblich geworden. Mediävalziffern werden bis heute bei anspruchsvollem Schriftsatz verwendet.
In LaTeX können Mediävalziffern leicht mit den Befehlen 
\oldstylenums{0123456789} oder \oldstyle{0123456789}
aktiviert werden.
Mediävalziffern sind Bestandteil aller gut ausgebauten Schriften. Gestalter von Websites greifen auf Webfonts zurück.